# Joadis
Joadis is een geslacht van rechtvleugeligen uit de familie krekels (Gryllidae). De wetenschappelijke naam van dit geslacht is voor het eerst geldig gepubliceerd in 2009 door Mews & Sperber.

## Soorten
Het geslacht Joadis  is monotypisch en omvat slechts de volgende soort:
- Joadis mesai (Mews & Sperber, 2009)